# Phil Wickham
Philip David Wickham, nascido em 5 de abril de 1984, é um músico, cantor e compositor cristão contemporâneo de San Diego, Califórnia . Lançou nove álbuns: Give You My World em 2003, um álbum auto-intitulado em 2006; Cannons em 2007; Singalong em 2008, Heaven &amp; Earth em 2009, Response no ano de 2011. Singalong 2 no ano de 2012. The Ascension em 2013, Sing-A-Long 3 no ano de 2015. Filhos de Deus no ano de 2016, Living Hope no ano de 2018 e Hymn Of Heaven no ano de 2021. O cantor Phil Wickham também dirigiu o culto no Soul Survivor. Seu single foi aclamado pela crítica. A música This is the Amazing Grace tornou-se um disco Platina certificado pela RIAA e, liderou a parada Christian Airplay, no final do ano de 2014.

## Biografia
Phil Wickham foi criado em um lar evangélico, o segundo de três filhos (irmão Evan, irmã Jillian), e começou a liderar o culto para seu grupo de jovens aos 13 anos de idade.  No ano de 2002, graduou-se na Calvary Christian School em Vista, Califórnia. A partir desta data, o pai de Wickham é um líder de adoração, e os pais dele eram membros da banda do movimento parábola de Jesus ao mesmo tempo. O irmão mais velho dele, Evan Wickham,  também é um músico, que costumava servir na Calvary Chapel em Vista, e, mais tarde se tornou pastor da Park Hill Church na cidade de São Diego, Califórnia.    
Phil Wickham frequenta a Harvest Christian Fellowship cujo pastor é Greg Laurie.
Wickham começou uma carreira musical em tempo integral em turnê pelo estado da Califórnia, e, gravando seu primeiro álbum, Give You My World, em 2003; após esse lançamento, O cantor Phil Wickham assinou com a Simple Records. Também lançou o álbum de estréia auto-intitulado no ano de 2006. O segundo lançamento de Phil Wickham com a Simple/INO Records, Cannons, foi lançado no ano de 2007. Cannons foi parcialmente inspirada por explosões de canhões e pelo livro de C.S. Lewis The Voyage of the Dawn Treader da série The Chronicles of Narnia. Wickham afirmou em uma entrevista que o albúm é "sobre como o universo está explodindo com a glória de Deus, e como somos obrigados a nos juntar à sua música". A décima faixa de Cannons, "Jesus, o Senhor do Céu", foi traduzida para sete idiomas diferentes. Em 8 de agosto de 2008, o ele lançou um álbum de adoração ao vivo, Singalong, gravado na Solid Rock Church na cidade de Portland, Oregon, com 3.000 pessoas presentes. O álbum foi disponibilizado para download gratuito em seu site. O álbum recebeu mais de 8.000 downloads em uma semana depois do lançamento. Após o lançamento Singalong, seu álbum auto-intitulado atingiu o 25º lugar nas vendas de álbuns evangélicos da iTunes Store, dois anos após seu lançamento inicial.
No mês de fevereiro do ano de 2016, o cantor lançou o primeiro single ("Your Love Awakens Me"), do seu álbum, Children of God , que foi lançado no final daquele ano. Living Hope, o sétimo projeto de estúdio completo do compositor, foi lançado no mês de agosto do ano de 2018. O álbum estreou em primeiro lugar na parada de álbuns cristãos da Billboard, sendo seu primeiro álbum a chegar lá.

### Outras atividades
Na metade da década de 2010, Phil Wickham foi um dos líderes de adoração na semana C do Soul Survivor e, no Momentum Festival, no Reino Unido.